# Imran Farooq
Imran Farooq (* 4. Juni 1960 in Karatschi; † 16. September 2010 in London) war ein Gründungsmitglied der Muttahida-Qaumi-Bewegung.

## Leben
Farooq lebte seit 1991 wegen Vorwürfen einer Beteiligung an Mord und anderer schwerer Verbrechen im Exil. 1999 ersuchte er in Großbritannien um Asyl. 2008 zog er sich aus der aktiven Politik zurück.
Farooq wurde am 16. September 2010 in London in der Nähe seiner Wohnung niedergestochen und starb noch am Tatort. Nach seinem Tod wurde vom MQM eine zehntägige Trauerzeit in Karatschi ausgerufen. Schulen und Geschäfte schlossen und auch der öffentliche Nahverkehr stoppte.
Am 9. Dezember 2010 nahm die britische Polizei einen 34-jährigen Verdächtigen fest. Nach zwei weiteren Männern wird noch gefahndet.